# Distrito electoral de Bowen (condado de Sioux, Nebraska)
Bowen (en inglés: Bowen Precinct) es un distrito electoral ubicado en el condado de Sioux en el estado estadounidense de Nebraska. En el Censo de 2010 tenía una población de 595 habitantes y una densidad poblacional de 0,2 personas por km².

## Geografía
Bowen se encuentra ubicado en las coordenadas 42°40′18″N 103°46′57″O / 42.67167, -103.78250. Según la Oficina del Censo de los Estados Unidos, Bowen tiene una superficie total de 2950.02 km², de la cual 2948.26 km² corresponden a tierra firme y (0.06%) 1.75 km² es agua.

## Demografía
Según el censo de 2010, había 595 personas residiendo en Bowen. La densidad de población era de 0,2 hab./km². De los 595 habitantes, Bowen estaba compuesto por el 98.32% blancos, el 0% eran afroamericanos, el 0.17% eran amerindios, el 0.17% eran de otras razas y el 1.34% pertenecían a dos o más razas. Del total de la población el 1.51% eran hispanos o latinos de cualquier raza.